# Костерин, Олег Энгельсович
Оле́г Э́нгельсович Костерин (род. 16 июня 1963 года, Омск) — российский генетик и энтомолог, доктор биологических наук. Работает в Институте цитологии и генетики СО РАН и Новосибирском государственном университете. Автор пособий по общей биологии и генетике. 

## Биография
Ученик В. А. Бердникова. Как ботаник занимается вопросами систематики видов гороха.
Как энтомолог специализируется на изучении стрекоз Евразии и бабочек России. Для исследования энтомофауны совершал поездки в Камбоджу и Таиланд, побывал также с научными целями в Индонезии, Иране и других странах. Описал 2 новых рода (Euthygomphus, Mattigomphus) и 14 новых видов насекомых. Член редколлегий нескольких журналов. Входит в состав международной группы экспертов МСОП The Dragonfly Specialist Group (DSG), которая занимается вопросами оценки мирового разнообразия и охраны стрекоз.
Женат, имеет сына.

## Виды, названные в честь О. Э. Костерина
- Drepanosticta kosterini Dow, 2017 (Odonata, Platystictidae). Малайзия: Борнео (Саравак).
- Asiagomphus kosterini  Kompier, 2018 (Odonata, Gomphidae). Вьетнам.
- Dolichopus kosterini  Grichanov, 2017 (Diptera, Dolichopodidae). Россия (Хакасия).
- Alucita kosterini  Ustjuzhanin, 1999 (Lepidoptera, Alucitidae). Таджикистан: хребет Зеравшан.
- Stenoptilia kosterini  Ustjuchanin, 2001 (Lepidoptera, Pterophoridae). Россия: Камчатка.
- Cernyia kosterini  Dubatolov et Buczek, 2013 (Lepidoptera, Lithosiini). SW Камбоджа.
- Lyclene kosterini  Dubatolov et Buczek, 2013 (Lepidoptera, Lithosiini). SW Камбоджа.
- Coenosia kosterini  Vikhrev, 2009 (Diptera, Muscidae). Россия: Омск.
- Thricops kosterini  Vikhrev, 2013 (Diptera, Muscidae). Казахстан: Алтай.
- Cordilura kosterini  Ozerov et Krivosheina (Diptera, Scatophagidae). Россия: Приморье.